# Anatololacerta
Anatololacerta is een geslacht van hagedissen uit de familie echte hagedissen (Lacertidae).

## Naam en indeling
De groep werd voor het eerst wetenschappelijk beschreven door Edwin Nicholas Arnold, Oscar J. Arribas en Salvador Carranza in 2007. Er zijn vier soorten, lange tijd werd ook de soort Anatololacerta oertzeni erkend maar deze wordt tegenwoordig toegekend aan de soort Anatololacerta anatolica. De wetenschappelijke geslachtsnaam Anatololacerta betekent vrij vertaald 'hagedis van Anatolië'.

## Verspreiding en habitat
Alle soorten komen voor in delen van zuidelijk Europa in de landen Turkije en Griekenland. De habitat bestaat uit rotsige omgevingen, zoals kliffen en bergstreken.
Door de internationale natuurbeschermingsorganisatie IUCN is aan drie soorten een beschermingsstatus toegewezen. Deze soorten worden gezien als 'veilig' (Least Concern of LC).

## Soorten
Het geslacht omvat de volgende soorten, met de auteur en het verspreidingsgebied.
| Naam                      | Auteur                    | Verspreidingsgebied  |
| ------------------------- | ------------------------- | -------------------- |
| Anatololacerta anatolica  | Werner, 1900              | Griekenland, Turkije |
| Anatololacerta budaki     | Eiselt & Schmidtler, 1986 | Turkije              |
| Anatololacerta danfordi   | Günther, 1876             | Griekenland, Turkije |
| Anatololacerta pelasgiana | Mertens, 1959             | Griekenland, Turkije |

Acanthodactylus · 
Adolfus · 
Algyroides · 
Anatololacerta · 
Apathya · 
Archaeolacerta · 
Atlantolacerta · 
Australolacerta · 
Congolacerta · 
Dalmatolacerta · 
Darevskia · 
Dinarolacerta · 
Eremias · 
Gallotia · 
Gastropholis · 
Heliobolus · 
Hellenolacerta · 
Holaspis · 
Iberolacerta · 
Ichnotropis · 
Iranolacerta · 
Lacerta · 
Latastia · 
Meroles · 
Mesalina · 
Nucras · 
Omanosaura · 
Ophisops · 
Parvilacerta · 
Pedioplanis · 
Philochortus · 
Phoenicolacerta · 
Podarcis · 
Poromera · 
Psammodromus · 
Pseuderemias · 
Scelarcis · 
Takydromus · 
Teira · 
Timon · 
Tropidosaura · 
Vhembelacerta · 
Zootoca